# Cesare Fracanzano

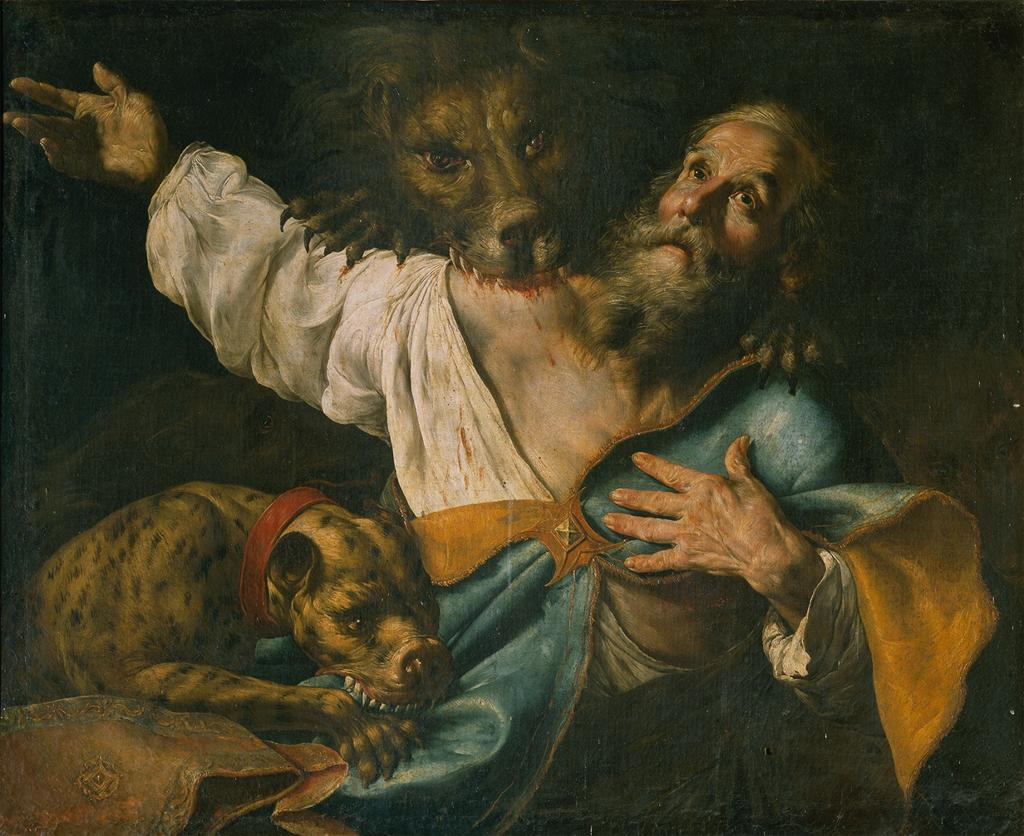
Martirio di Sant'Ignazio di Antiochia, Roma, Galleria Borghese

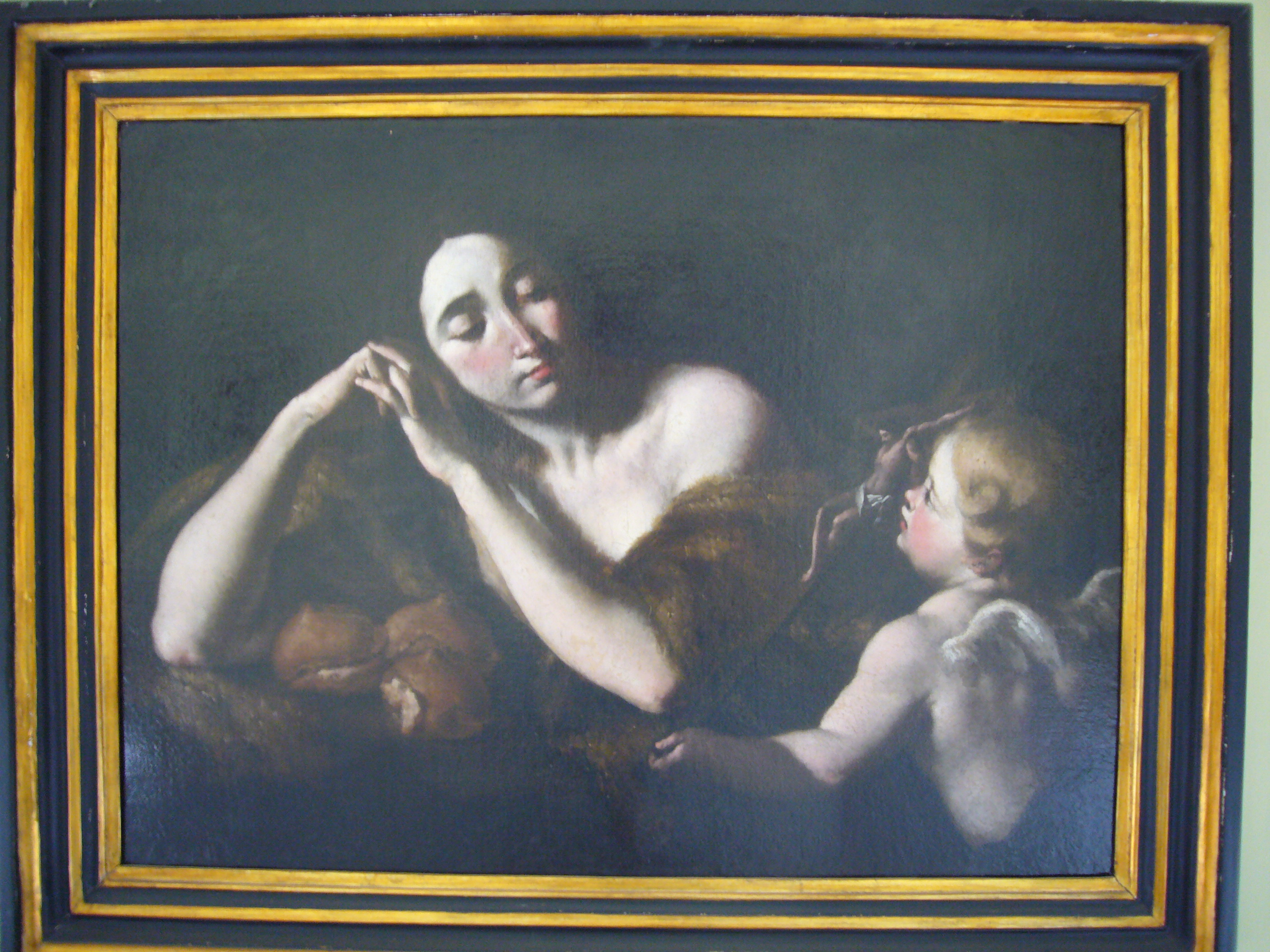
Santa Maria Egiziaca, Napoli, Museo nazionale di San Martino

Cesare Fracanzano (Bisceglie, 9 ottobre 1605 – Barletta, 1651) è stato un pittore italiano.

## Biografia

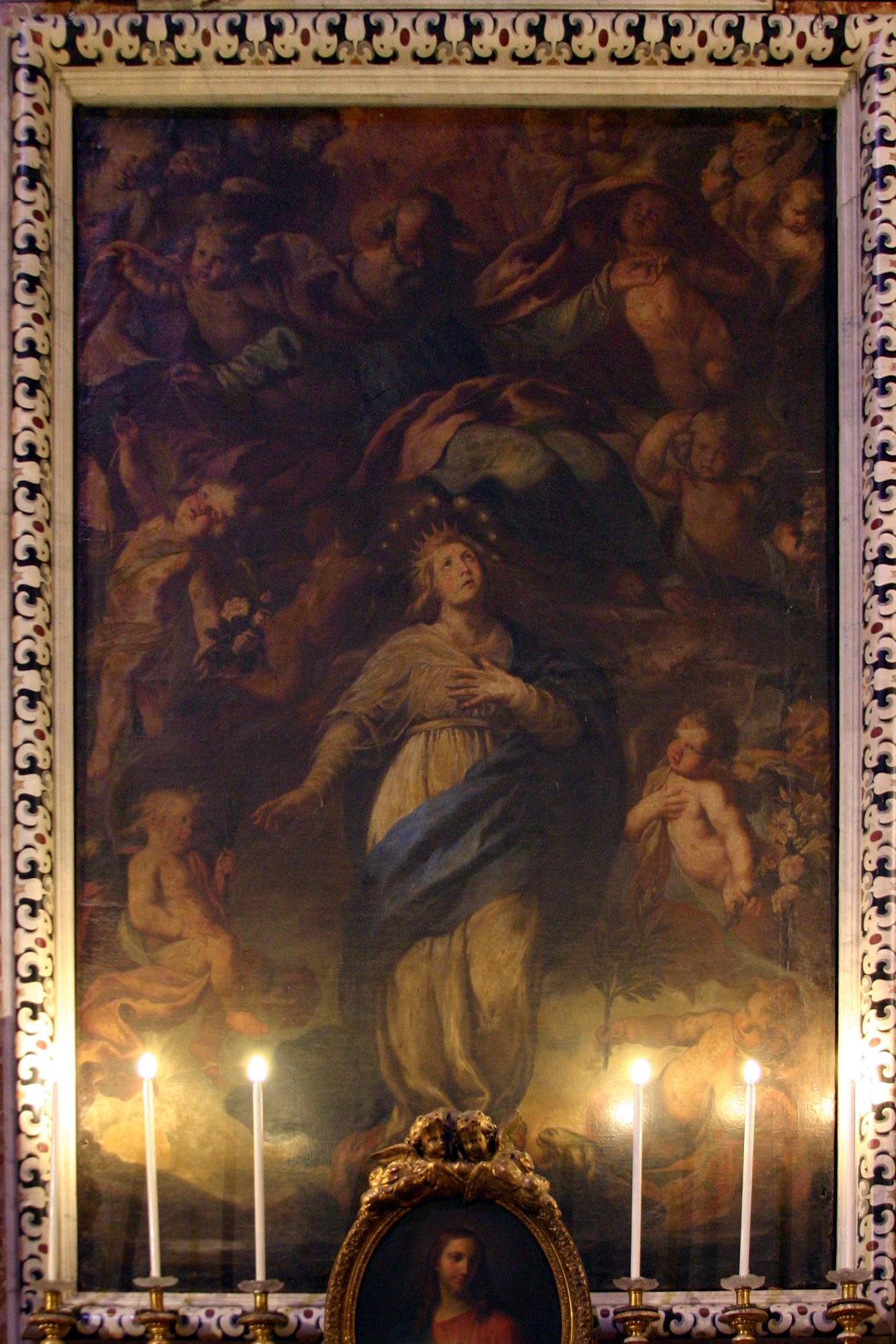
Immacolata Concezione, Chiesa di San Ferdinando (Napoli)

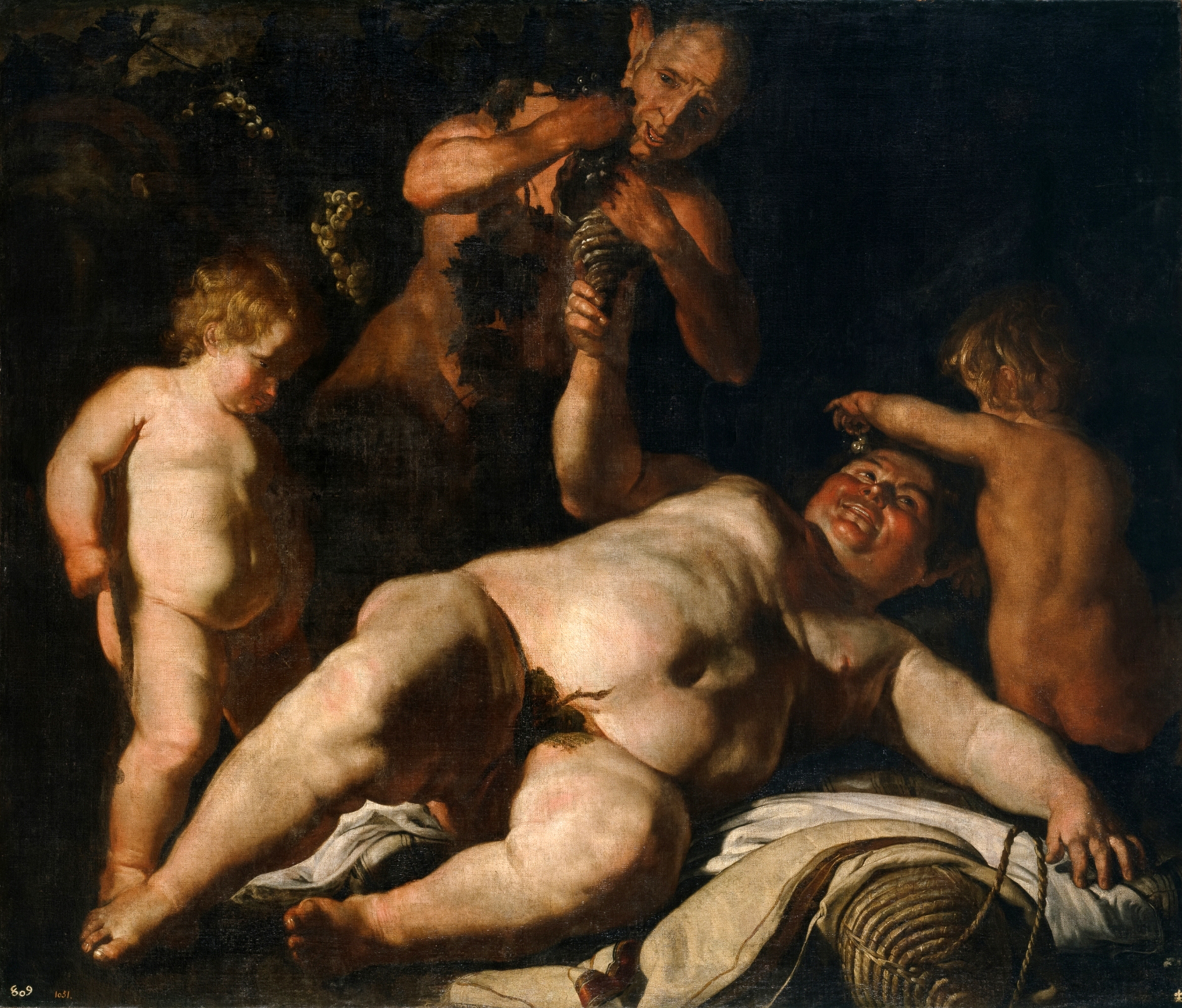
Sileno ubriaco, Museo del Prado, c. 1630-1635.

Cesare nacque nel 1605 a Bisceglie e più precisamente il 9 ottobre. Il padre Alessandro, era un nobile originario di Verona pittore di maniera, sposatosi con la biscegliese Elisabetta de Milazzo nel 1602. Insieme al fratello Francesco seguì il padre nei suoi spostamenti di città in città per eseguire decorazioni e da lui apprese i primi rudimenti dell'arte pittorica. Entrò poi nella bottega del Ribera a Napoli.
Il suo stile pittorico si rifaceva al Ribera, ma anche al Tintoretto, ai fratelli Carracci e a Guido Reni.
Dopo lunghi anni di preparazione artistica e di lavoro svolto a Napoli, nel 1626 tornò a Barletta. 
Il 25 giugno 1626, a Barletta, Cesare Fracanzano sposa Beatrice Covelli, che si dice fosse molto bella e che spesso faceva da modello al marito per figure femminili e angeli - cosa confermata da diverse opere del pittore sopravvissute. Tra il 1633 e il 1639 la coppia visse a Barletta, dove furono battezzati alcuni dei loro figli: Margherita (27 novembre 1633), Niccolò Domenico (7 giugno 1635), Domenico Antonio (30 aprile 1637), Nicola Antonio (3 giugno 1638), Domenico Alessandro (21 agosto 1639) e Carlo Antonio (Napoli 1640?).
Operò molto nella cittadina pugliese in chiese e palazzi signorili. Si spostò dalla città natale solo per assolvere ad impegni di lavoro a Napoli, a Roma e in altre località della Puglia. Tra il 1632 e il 1635 Cesare lavorò a Barletta . La sua pittura è ora influenzata da Anton Van Dyck, nei suoi colori: rossi accesi e ocra. Nel 1637 lavorò, come altri colleghi napoletani, alle decorazioni del nuovo palazzo madrileno del re di Spagna. Il suo contributo al ciclo è Dos Luchadores (Ercole e Anteo), ora conservato al Museo del Prado . Dal 1640 il suo stile si fece più accademico, rivelando l'impatto dell'opera di Massimo Stanzione e Guido Reni.
Visse a Barletta fino alla sua morte avvenuta tra il 1651 e il 1652.

## Opere

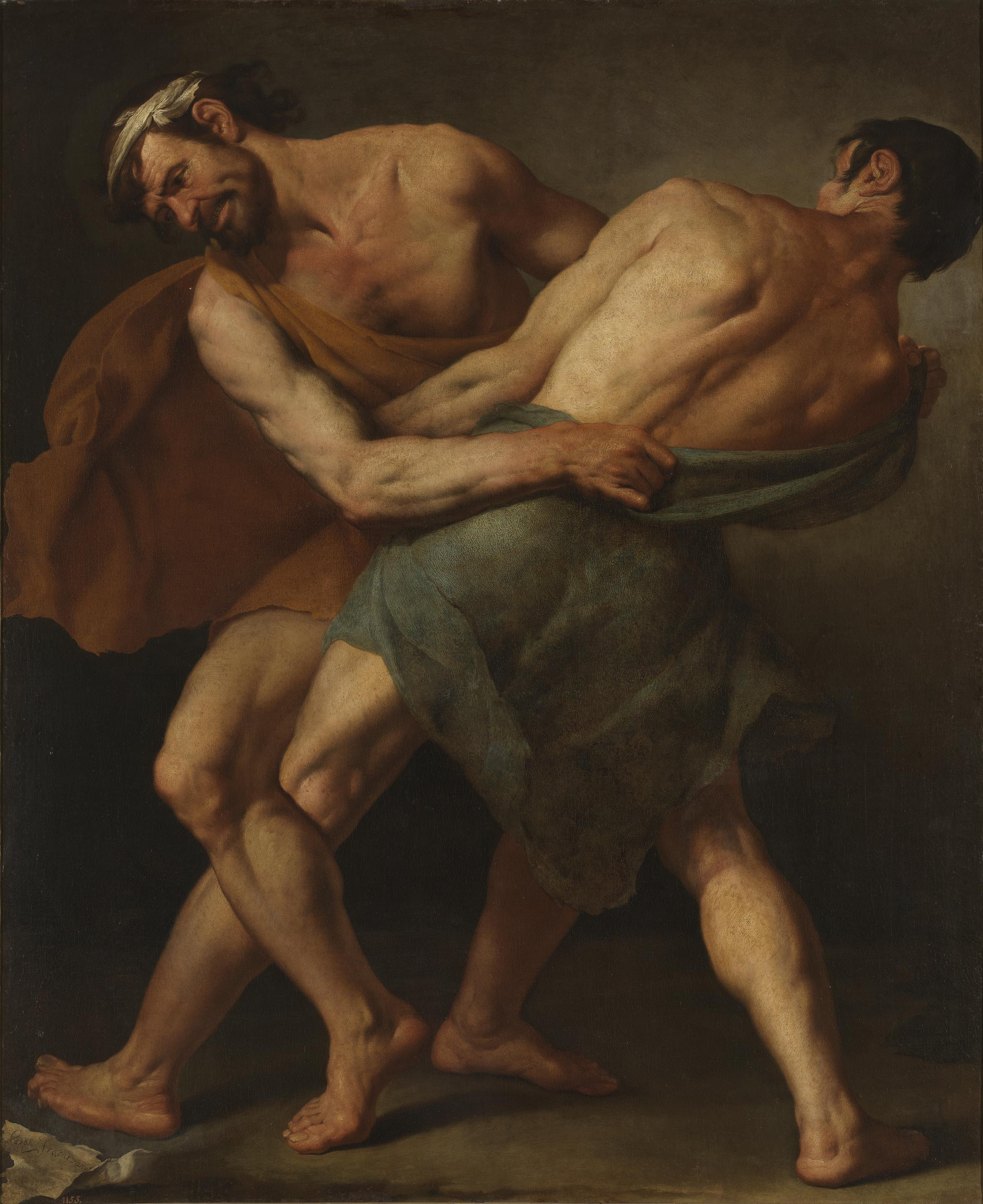
Due lottatori, Madrid, Museo del Prado

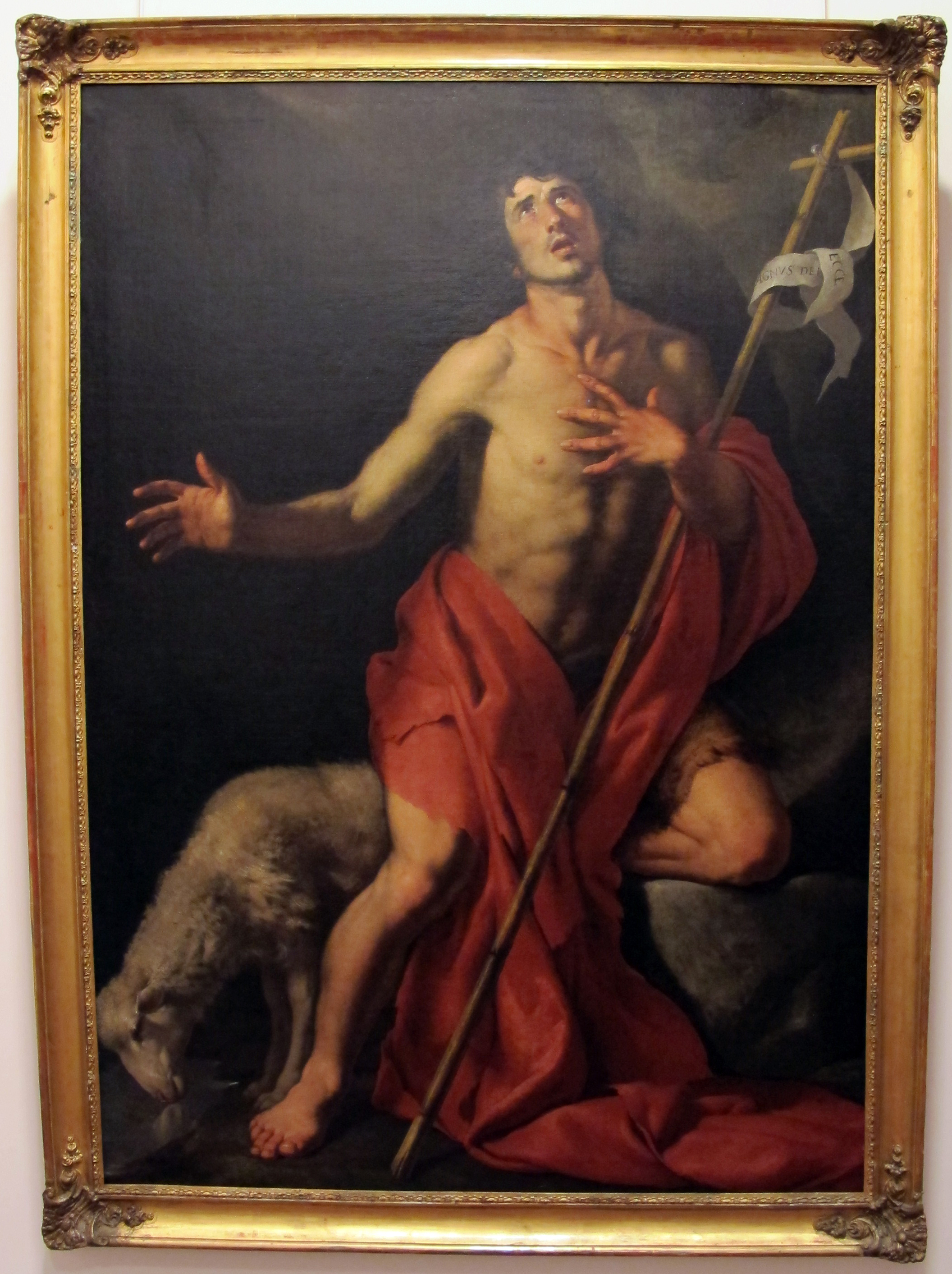
San Giovanni Battista, 1635-40, Napoli, Museo nazionale di Capodimonte

Molte opere del Fracanzano sono conservate a Barletta: 
- Chiesa di Santa Maria di Nazareth, quattro tele: La Sacra Famiglia, detta anche la Presentazione, San Francesco Saverio, Sant'Elena e Immacolata;
- Chiesa di Sant'Andrea, una Natività;
- Chiesa della Madonna del Carmine, Immacolata;
- Chiesa di San Ruggero, due opere: Crocifisso, San Nicola di Bari;
- Chiesa di San Gaetano, due tele: Sant'Anna, una Sacra Famiglia;
- Palazzo arcivescovile: Natività, Il martirio di San Sebastiano, Immacolata e Santi, Cristo apparso a San Francesco, provenienti dalla chiesa di Sant'Antonio;
- Chiesa del Purgatorio: la Madonna dei suffragi e Testa dell'Eterno;
- Pinacoteca di Barletta, Collezione Gabbiani, tre tele: l'Assunta, San Pietro e San Giovanni della Croce.
- Coro nella chiesa di S.Maria della Sapienza Affreschi

Gli altri lavori del Fracanzano presenti in Italia sono:
- a Taranto, Palazzo Carducci Artenisio, dodici dipinti ovali che rappresentano i santi a cui era devota la famiglia Carducci: Sant'Andrea, Santo Stefano, San Giovanni Battista, San Girolamo, San Pietro, San Sebastiano, San Michele Arcangelo e altri santi non meglio identificati
- a Conversano, Santi Cosma e Damiano, Pala d'altare maggiore Santi Cosma e Damiano e affreschi, 1645-1650 circa
- a Corigliano Calabro, Chiesa matrice di Santa Maria Maggiore, Sant'Agata in carcere;
- a Gravina, Chiesa del Gesù, Santi Ignazio di Antiochia e Bibbiana , 1645–46,
- a Palermo, Galleria Regionale di Palazzo Abatellis, Tormento di Tycius;
- a Roma, Galleria Borghese, Martirio di Sant' Ignazio di Antiochia
- a Martano, Chiesa matrice di Santa Maria Assunta, Immacolata;
- all'Aquila, Museo nazionale, Estasi di San Francesco;
- ad Andria (BT):
  - Cattedrale, Immacolata Concezione con i Santi Gennaro e Riccardo (attr.);
  - Episcopio, Maddalena al sepolcro (attr.);
  - Santuario di Santa Maria dei Miracoli due tele: San Benedetto (attr. 1633) e Santa Scolastica (attr. 1633);
- a Napoli:
  - Basilica Santuario del Gesù Vecchio dell'Immacolata di Don Placido, pala di San Francesco Saverio (1641);
  - Chiesa di San Ferdinando, pala dell'Immacolata Concezione;
  - Chiesa di Santa Maria della Speranza, tela della Madonna della Speranza;
  - Chiesa di Santa Maria della Sapienza, affreschi della volta e dell'abside;
  - Eremo di Camaldoli, Assunzione della Vergine e Santi;
  - Certosa di San Martino, pala con San Michele Arcangelo  (1635)
  - Museo di Capodimonte, alcune tele relative al ventennio 1626 - 1647;
  - Museo nazionale di San Martino, Santa Maria Egiziaca
  - Chiesa di San Domenico Maggiore, Maddalena penitente.
  - Quadreria dei Girolamini, Cristo servito dagli angeli, Gesù bambino dormiente.
  - Quadreria del Pio Monte della Misericordia, Pietà, Guarigione di un indemoniato.

Altre tele si trovano al Museo del Prado a Madrid, come I due lottatori, ed Il Sileno ebbro.
- - Kunsthistorisches Museum a Vienna, La Carità;
  - Accademia del Sacro Cuore a Saint Louis (Missouri), Cristo coronato di spine.

## Galleria d'immagini

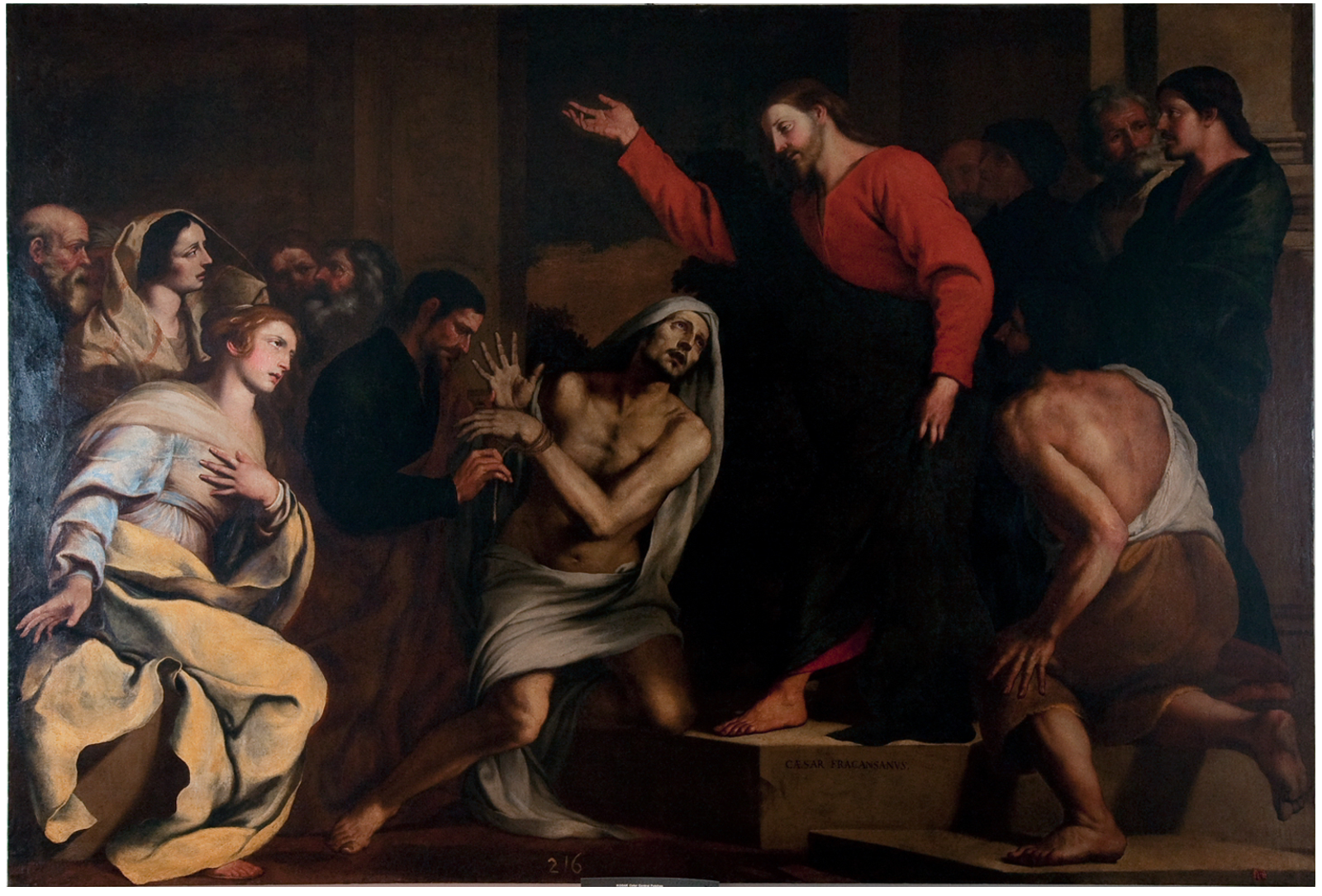
Guarigione di un indemoniato, tela firmata, Napoli, Pio Monte della Misericordia
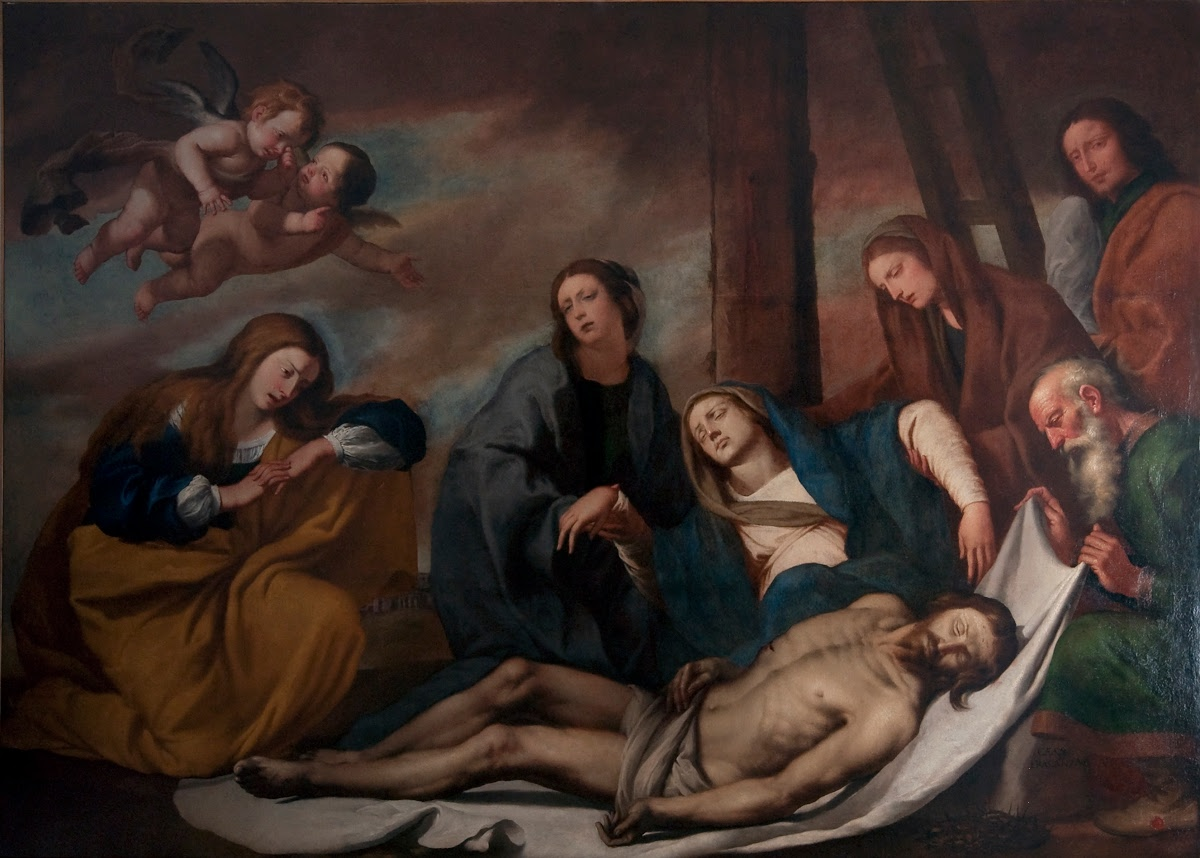
Pietà, Napoli, Pio Monte della Misericordia
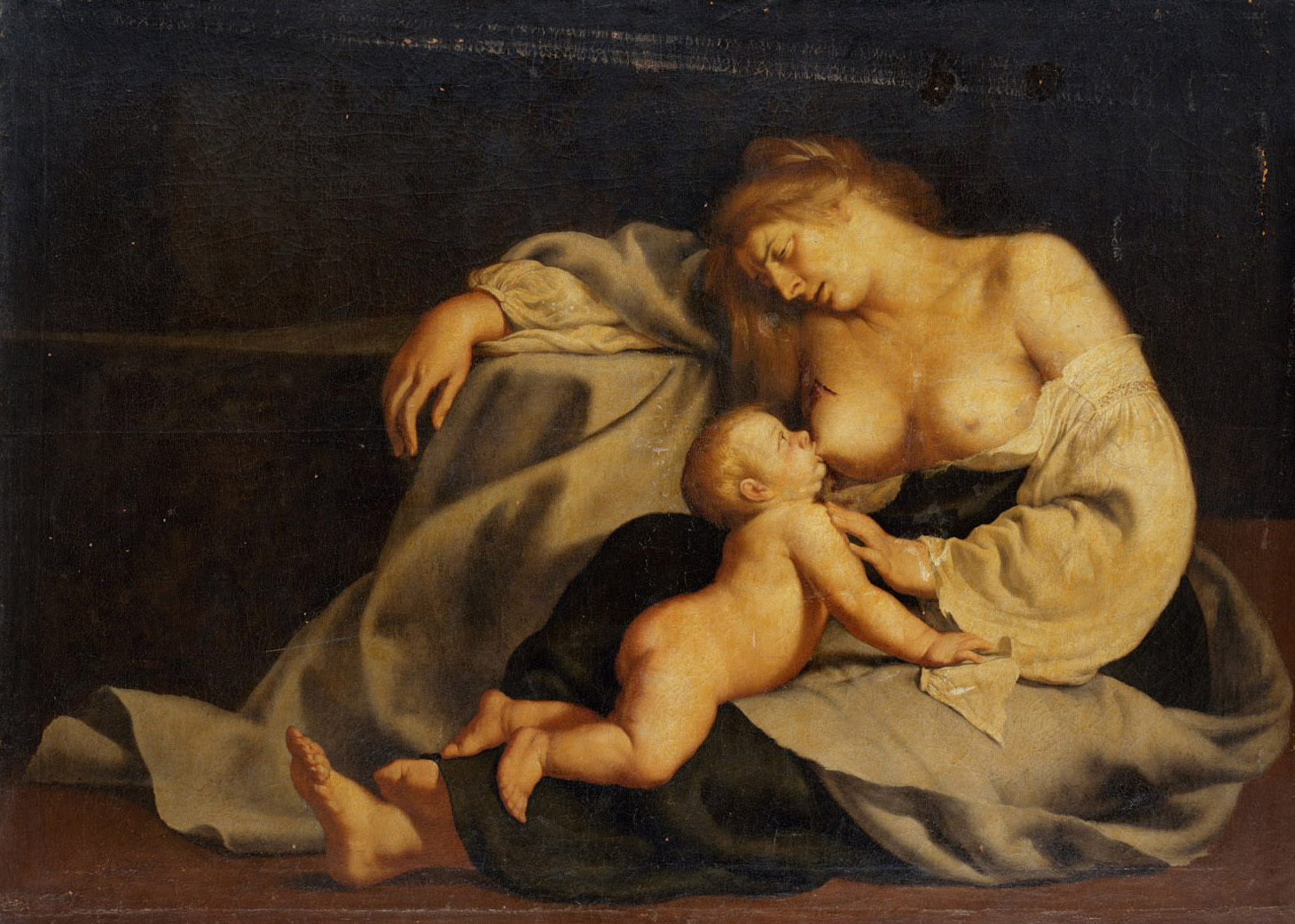
La madre morente, Vienna, Kunsthistorisches Museum